# Hermótimo de Clazômenas
Hermótimo de Clazômenas (em grego:  Ἑρμότιμος; c. Século VI a. C.), chamado por Luciano de pitagórico, foi um filósofo que primeiro propôs, antes de Anaxágoras (segundo Aristóteles), a ideia de a mente ser fundamental na causa da mudança. Ele propôs que as entidades físicas são estáticas, enquanto a razão causa a mudança. A história do pensamento considera que ambos Hermótimo e Anaxágoras ensinavam que uma inteligência divina teria criado o mundo, ordenando com sabedoria todas as partes e que a mente (noûs) ou espírito é o deus em nós. 
"Quando um homem chegou a dizer que na Natureza, como nos animais, há uma Inteligência, a causa da ordem e do arranjo universal, ele apareceu como o único em seu bom senso diante dos delírios de seus antecessores. Sabemos, sem dúvida, que Anaxágoras adotou esses pontos de vista, mas diz-se que ele fora antecipado por Hermótimo de Clazômenas."
Sexto Empírico coloca-o com Hesíodo, Parmênides e Empédocles como pertencente à classe dos filósofos que realizou uma teoria dualista de um princípio material e um princípio ativo estar juntos a origem do universo.
O termo "hiperbóreos" ou "apolinianos" já foi usado para descrever um grupo de pensadores que antecederam o primeiro dos pré-socráticos, Tales; Aristeu do Proconeso no século VII a. C., e por volta do século VI a. C., Epimênides de Creta, Ferécides de Siro, Ábaris, o cita e Hermótimo de Clazômenas. Os gregos fizeram dela uma escola que antecipava o pitagorismo; de acordo com Apolônio Díscolo, "A Epimênides, Aristeu, Hermótimo, Ábaris e Ferécides foi sucedido Pitágoras (...) que nunca quis renunciar à arte de fazer milagres." Estes seriam por sua vez xamãs e pensadores ou mesmo  filósofos. O primeiro a notar o aspecto xamânico foi Karl Meuli.
Diz-se que o Hermótimo era capaz de separar a alma do seu corpo e sua alma viajaria em completa independência, deixando o corpo inerte. Tertuliano relata uma história sobre isso (na qual ele não parece acreditar). De acordo com essa história, a alma de Hermótimo deixava seu corpo durante o sono, como se estivesse em viagem. Sua esposa atraiçoou essa singularidade e seus inimigos vieram e queimaram seu corpo enquanto ele dormia, sua alma retornando tarde demais. O povo de Clazômenas ergueu um templo para Hermótimo, proibindo as mulheres por causa da traição de sua esposa. Esta história e outras sobre Hermótimo são encontradas em Plínio, o Velho,  Luciano, Apolônio e Plutarco. 
Diógenes Laércio registra uma história em que Pitágoras se lembrou de suas vidas anteriores, uma delas tendo sido reencarnado como Hermótimo, e que havia validado sua própria alegação de recordar vidas anteriores ao reconhecer o escudo decadente de Menelau no templo de Apolo dos Branquidas.